# Edgars Krūmiņš
Edgars Krūmiņš (* 16. Oktober 1985 in Jelgava) ist ein lettischer Basketballspieler, der besonders im 3×3-Basketball erfolgreich ist.

## Karriere
Mit dem BK Jelgava spielt Edgars Krūmiņš in der Latvijas Basketbola Līga. Seitdem er damit begann, parallel auch 3×3-Basketball zu spielen, erzielte er zahlreiche Erfolge mit der lettischen Nationalmannschaft. Gemeinsam mit Agnis Čavars, Kārlis Lasmanis und Nauris Miezis gewann er 2017 in Amsterdam den Titel bei der Europameisterschaft und verpasste ein Jahr darauf in Bukarest die Titelverteidigung nach einer 18:19-Finalniederlage gegen Serbien nur knapp. Bei der Weltmeisterschaft 2018 in Manila erreichte die Mannschaft im selben Jahr das Viertelfinale. 2019 gelang der immer noch in der Besetzung Krūmiņš, Čavars, Lasmanis und Miezis spielenden Mannschaft der Finaleinzug bei der Weltmeisterschaft in Amsterdam, hatte aber mit 14:18 gegen die Vereinigten Staaten das Nachsehen. 
2020 gewannen Edgars Krūmiņš, Nauris Miezis, Kārlis Lasmanis und Agnis Čavars mit ihrer Rigaer Mannschaft die FIBA 3x3 World Tour. Sie gehörten außerdem alle zum lettischen Kader bei den 2021 ausgetragenen Olympischen Spielen in Tokio, bei denen 3×3-Basketball erstmals Teil des olympischen Programms war. Beim Turnier erzielten die Letten in der sieben Spiele umfassenden Vorrunde unter allen acht teilnehmenden Mannschaften mit vier Siegen und drei Niederlagen den dritten Platz. Nach einem 21:18-Erfolg gegen Japan im Viertelfinale folgte ein 21:8-Sieg gegen Belgien im Halbfinale. Im Endspiel setzte sich die lettische Mannschaft schließlich auch gegen die unter dem Namen „ROC“ antretenden Russen mit 21:18 durch, womit Krūmiņš gemeinsam mit Miezis, Lasmanis und Čavars als Olympiasieger die Goldmedaille gewann.